# Antonio Comyn Crooke
Antonio Comyn y Crooke (Madrid, 4 de marzo de 1858- Madrid, 30 de diciembre de 1931), conde de Albiz, fue un político y abogado español, diputado y senador de 1891 a 1908. Destacó como impulsor de diversas compañías de alta tecnología en la época, como la primera empresa de telecomunicaciones española (la Compañía Nacional de Telegrafía sin Hilos o Marconi Española).  

## Biografía
Nació el 4 de marzo de 1858 en Madrid, siendo hijo de D. Juan Tomás Comyn y Mártínez, embajador de España en Londres; y de Dña. Dolores Crooke y Navarrot, naturales ambos de Málaga.
Antonio Comyn Crooke fue conde consorte de Albiz desde 1903 por su matrimonio con Jesusa Allendesalazar, hermana de Manuel Allendesalazar. Se licenció en derecho y estudió en España e Inglaterra, de donde procedía su familia materna. 
Gentilhombre de Cámara con ejercicio,  diputado a Cortes por Santa Coloma de Farnés, subsecretario de la Presidencia del Consejo de Ministros, fiscal del Tribunal de Cuentas del Reino, licenciado en Derecho Civil, Canónico y Administrativo, agregado diplomático, Gran Cruz de Isabel la Católica y del Cristo y la Concepción de Villaviciosa, Cruz del Dragón de Annam, Comendador de la Legión de Honor de Francia, etc. 
Fue socio del Ateneo de Madrid y uno de los pioneros del excursionismo en Madrid. Fue elegido diputado del Partido Conservador por el distrito de Santa Coloma de Farners en las elecciones generales de 1891, 1893, 1898 y 1899. En 1900 fue nombrado subsecretario de la Presidencia del Consejo de Ministros.
También fue senador por la provincia de Gerona en la legislatura de 1901-1902 y por las de la provincia de Cuenca en 1903-1904 y Palencia de 1907 a 1908.
A Antonio Comyn se debió el reconocimiento de la autenticidad de los textos escritos a máquina, homologándolos a los manuscritos, únicos admitidos por las administraciones públicas y los tribunales como válidos hasta el año 1900. La Real Orden de 12 de febrero de 1900 de la Presidencia del Consejo de Ministros (Gaceta del 19 de febrero) expedida como consecuencia de la petición realizada por el abogado Antonio Comyn, y por la que se admitían textos mecanografiados en las oficinas públicas supuso una revolución en la producción documental y permitió una mayor agilización en los procedimientos administrativos, además de una mayor legibilidad de los textos.
Además de su vida política, fue un prestigioso abogado en las primeras décadas del siglo XX en España, fundando un despacho llamado primero Comyn & Amigó y posteriormente Comyn & Sons, con sedes en Madrid y en Londres. Fundó Marconi Española y el Hotel Ritz de Madrid; siendo un pionero de la hotelería de lujo en España. Intervino en la creación y establecimiento en España de muchas sociedades, como Coches-Cama, la Compañía del Norte, Rio Tinto y diversos negocios en el ámbito de las minas y los ferrocarriles, promoviendo líneas de ferrocarril como la de Bilbao-Guernica-Bermeo, o tranvías en ciudades como Madrid o Granada. Fue presidente de la Compañía Eléctrica Madrileña de Tracción. 
En su vida privada destacó por el impulso del Real Sitio de San Ildefonso como lugar de veraneo, potenciando el atractivo y la gestión turística del municipio a través de la creación de diversas sociedades. 
Tras adquirir una residencia en La Granja, en 1898, Comyn impulsó la construcción de un club de campo en el Real Sitio, siguiendo el ejemplo que se estaba desarrollando a principios del siglo XX en otros países europeos. Tras la creación de la Sociedad Tiro de Pichón —de la que fue presidente— desarrolló a partir de esta el Club de Campo de La Granja tal y como fue su nombre originario, establecido en 1906, siendo el presidente de su primera junta. Aquel primer año el club contaba con el tiro de pichón, una pista de tenis y lugares en los que practicar el fútbol y el crocket. Tan solo un año después se inauguraba el que vino a ser el primer campo de golf de España, en el que el rey Alfonso XIII jugó al menos 15 días en el verano de aquel año; y dos pistas de tenis adicionales. Había sido el propio Alfonso XIII quien recibió a la delegación de la sociedad, encabezada por el conde de Albiz, accediendo a la construcción del campo de golf y autorizando a que el club utilizase el título de Real, pasando entonces a denominarse Real Club de Campo de La Granja.
Fue abogado de la embajada inglesa en España y canalizó muchos asuntos internacionales para el desarrollo español de principios de siglo.
Nació en Madrid el 4 de marzo de 1858 y murió en la misma ciudad 30 de diciembre de 1931.